# 愛西市立西川端小学校
愛西市立西川端小学校（あいさいしりつ にしかわばたしょうがっこう）は、愛知県愛西市西川端町にある公立小学校。

## 沿革
西川端小学校の歴史は以下。
- 1873年（明治6年）3月 - 振徳学校として創立。
- 1876年（明治9年）3月 - 西川端学校と改称。
- 1882年（明治15年）4月 - 大野山学校が分離。
- 1884年（明治17年）5月 - 渕高学校が分離。
- 1891年（明治24年）4月 - 大野山・西川端・渕高の各学校が統合し、川渕小学校となる。
- 1892年（明治25年）7月 - 川渕尋常小学校と改称。
- 1907年（明治40年）2月 - 西川端尋常小学校と改称。
- 1941年（昭和16年）4月 - 西川端国民学校と改称。
- 1947年（昭和22年）4月 - 西川端小学校と改称。

### 歴代校長
年は就任年を示す。
- 1947年（昭和22年） - 山田清敏
- 1950年（昭和25年） - 浅井斯光
- 1952年（昭和27年） - 伊藤要
- 1955年（昭和30年） - 杉田政和
- 1963年（昭和38年） - 宇都宮茂
- 1967年（昭和42年） - 太田暹
- 1972年（昭和47年） - 津田義寛
- 1975年（昭和50年） - 長谷川丈夫
- 1977年（昭和52年） - 松永昭仁
- 1979年（昭和54年） - 溝口文雄
- 1982年（昭和57年） - 渡辺孝
- 1986年（昭和61年） - 伊藤皎

## 通学区域
西川端小学校の通学区域は以下。
- 渕高町
- 西川端町
- 鷹場町（高山）
- 大野山町（御納戸・元余代・余代）